# Junção aderente

Junção aderente é um complexo proteico que ocorre nas junções célula-célula nos tecidos epiteliais e endoteliais, geralmente mais basais do que as junções estreitas. Uma junção aderente é definida como uma junção celular cuja face citoplasmática está ligada ao citoesqueleto de actina. Eles podem aparecer como bandas circundando a célula (zonula adherens) ou como pontos de fixação à matriz extracelular (placas de adesão). As junções aderentes se desmontam exclusivamente nas células epiteliais uterinas para permitir que o blastocisto penetre entre as células epiteliais.